# Zadobrova
Zadobrova – wieś w Słowenii, w gminie miejskiej Celje. W 2018 roku liczyła 871 mieszkańców. 